# Zebraman
Série
Zebraman 2
(2010)
Pour plus de détails, voir Fiche technique et Distribution.
Zebraman (ゼブラーマン, Zeburāman) est un film japonais réalisé par Takashi Miike, sorti en 2004. Il a pour suite Zebraman 2.

## Synopsis
Shin'ichi Ichikawa, un petit instituteur, est coincé dans une vie étriquée, partagé entre son amour du travail et une famille plutôt décousue : un fils qui ne peut admirer son père, une fille qui joue à la rebelle et une femme infidèle. Alors Shinichi le soir, revêt son costume, fait par ses soins, de Zebraman, et s'invente des aventures… Jusqu'à ce que débarquent sur Terre de vrais aliens à affronter.

## Fiche technique
- Titre : Zebraman
- Titre original : ゼブラーマン (Zeburāman?)
- Réalisation : Takashi Miike
- Scénario : Kankurō Kudō
- Production : Akio Hattori, Makoto Okada, Takashi Hirano (TBS) et Mitsuru Kurosawa (Toei)
- Musique : Kōji Endō
- Photographie : Kazunari Tanaka
- Montage : Yasushi Shimamura
- Pays d'origine : Japon
- Format : Couleurs - 1,85:1 - Dolby Digital - 35 mm
- Genre : Comédie et science-fiction
- Langue : japonais
- Durée : 115 minutes (1 h 55)
- Dates de sortie : 
  - 30 janvier 2004 (festival du film de Rotterdam, Pays-Bas)
  - 14 février 2004 (Japon)

## Distribution
- Shō Aikawa : Shin'ichi Ichikawa / Zebraman
- Kyōka Suzuki : Kana Asano / Zebra Nurse
- Naoki Yasukochi : Shinpei Asano (le fils de Kana)
- Atsurō Watabe : Oikawa, agent
- Koen Kondo : Segawa, agent
- Makiko Watanabe : Yukiyo Ichikawa (la mère)
- Yui Ichikawa : Midori Ichikawa (la fille)
- Yoshimasa Mishima : Kazuki Ichikawa (le fils)
- Teruyoshi Uchimura : Ippongi
- Ryo Iwamatsu : Kanda
- Akira Emoto : Kitahara / Crab Man

## Récompenses
- Nomination au prix du meilleur acteur (Shō Aikawa) lors des Awards of the Japanese Academy 2005.
- Grand prix du jury aux Utopiales 2004.